# Bădăi
Bădăi falu Romániában, Erdélyben, Fehér megyében.

## Fekvése
Târsa közelében fekvő település.

## Története
Bădăi korábban Târsa része volt, 1956 körül vált külön 58 lakossal.
1966-ban 62, 1977-ben 90, 1992-ben 36, 2002-ben pedig 30 román lakosa volt.